# ATPG
Automatic Test Pattern Generation är ett sätt att automatisera testmönstergenereringen i tillverkningen av en integrerad krets. Man använder testmönster för att undersöka om en krets har fått defekter vid framställningen, defekter som orsakar fel funktion eller ingen funktion alls.
Eftersom det för varje grind i kretsen behövs en detektering av ett flertal olika fel som kan uppstå och eftersom grindens utgångar och/eller ingångar ofta inte är direkt observerbara är det ett komplext och oöverskådligt problem att lösa. ATPG verktyg används för att skapa mönster som kontrollerar alla grindar med alla fel (om så är möjligt, det är det inte alltid).